# Przyspieszeniomierz

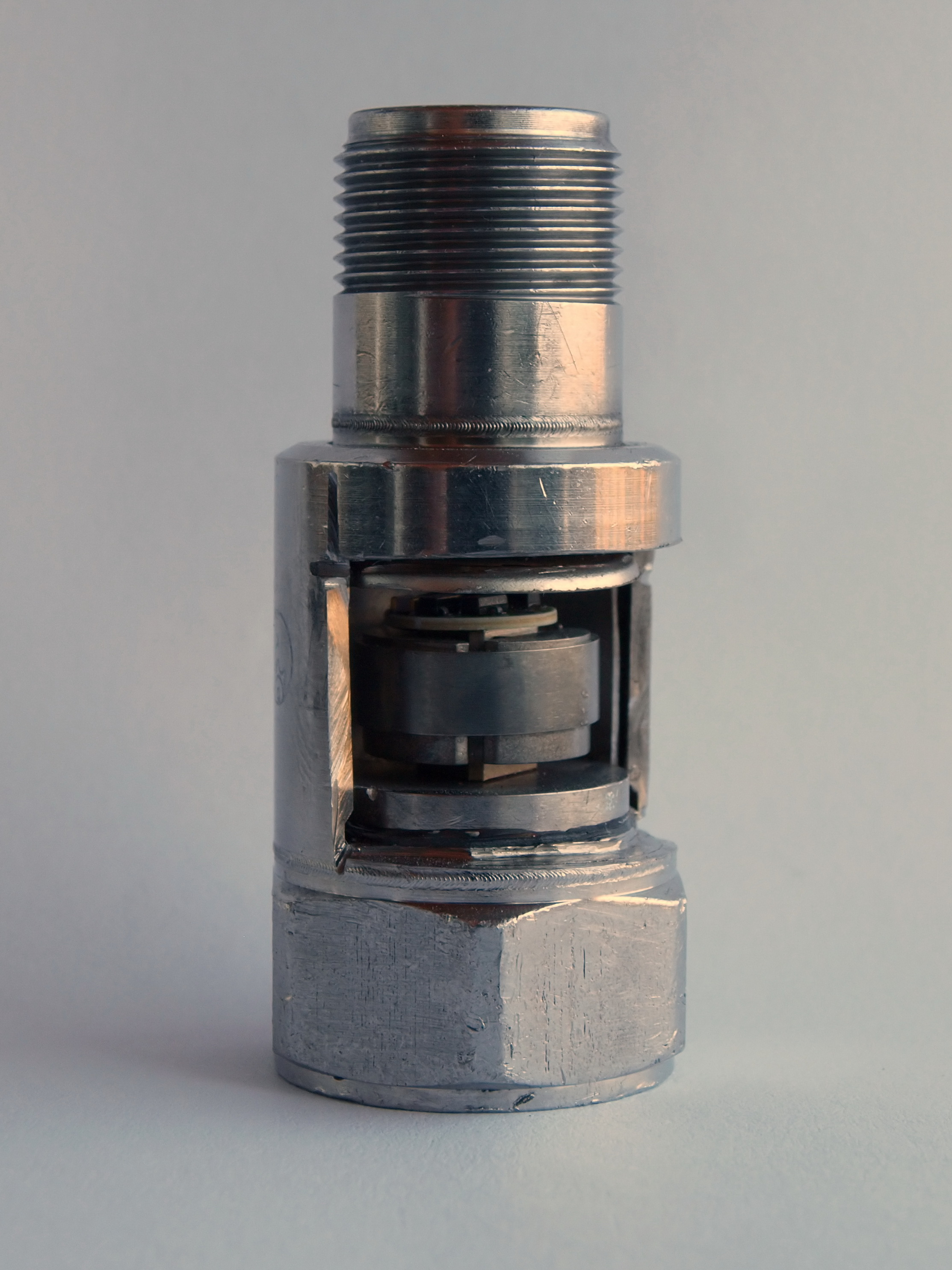
Akcelerometr piezoelektryczny

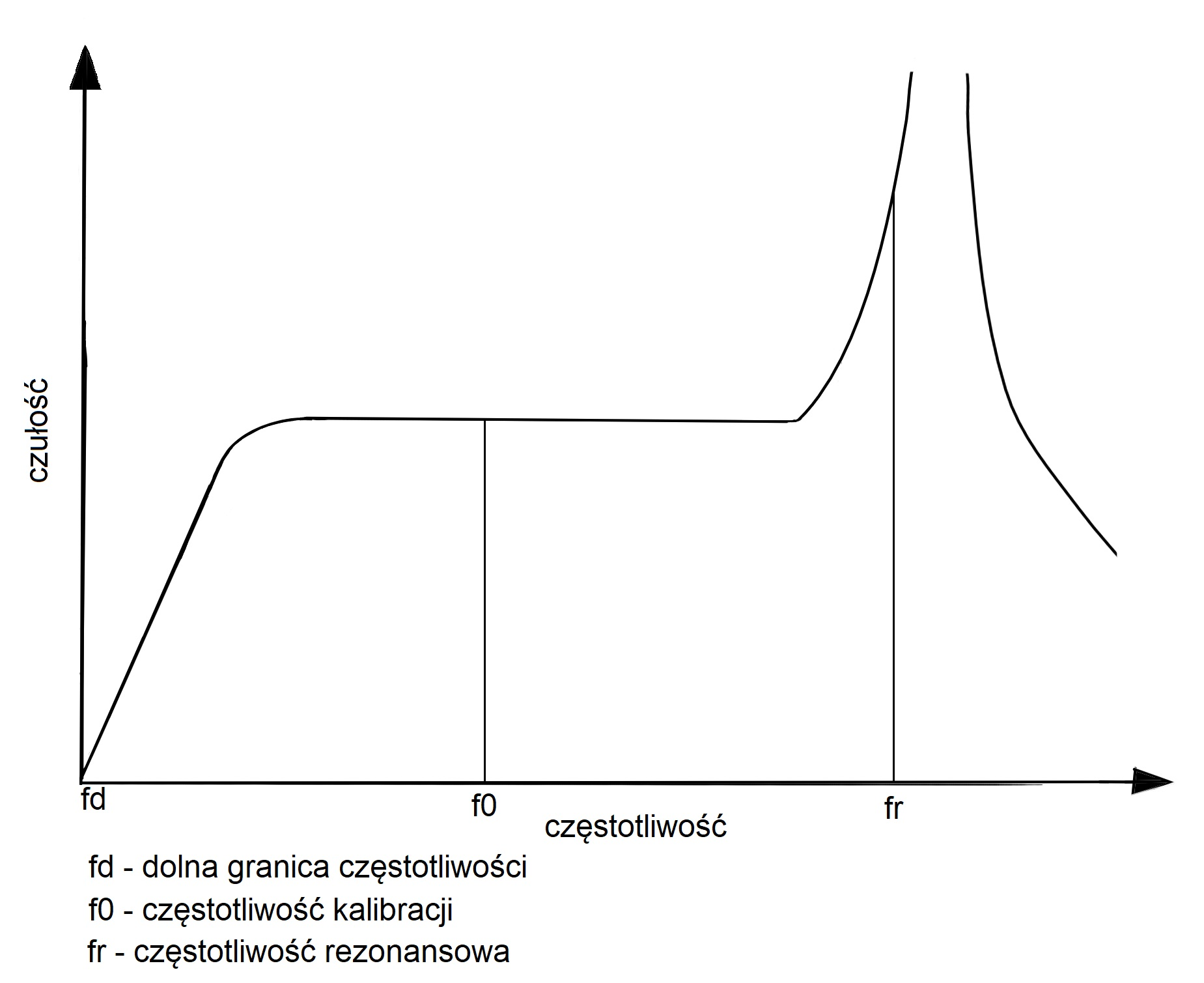
Typowa odpowiedź częstotliwościowa akcelerometru

Przyspieszeniomierz, akcelerometr, akceleromierz - urządzenie lub tylko przetwornik mierzący przyspieszenie, któremu poddawany jest jego element czynny.
Przyspieszenie wyznaczane jest poprzez pomiar siły między elastycznie zawieszoną masą czujnika a jego obudową. Czujnik przyspieszeniomierza mierzy siłę zarówno wynikającą ze zmian ruchu czujnika jak i grawitacji. W zależności od konstrukcji urządzenia, akcelerometr mierzy przyspieszenie w jednej, dwóch jak i trzech osiach, a także przyspieszenia kątowe wywołane obrotami (tzw sześcioosiowy). Mierzone przyspieszenie jest odnoszone do wartości przyspieszenia ziemskiego. Urządzenie może korygować otrzymane wyniki o przyspieszenie ziemskie, a także określać ustawienia czujnika względem pionu.
Akcelerometry mają wiele zastosowań w przemyśle, medycynie, transporcie oraz urządzeniach powszechnego użytku, są podstawą działania nawigacji inercyjnej, stosowanej pierwotnie w samolotach i pociskach kierowanych. Akcelerometry wykonywane w technologii układów mikromechanicznych znajdują powszechne zastosowania w przenośnych urządzeniach elektronicznych, takich jak smartfony, tablety, kontrolery gier, opaski fitnesowe.

## Zasada działania
Elementem aktywnym przyspieszeniomierza jest masa zawieszona na sprężynie z tłumieniem. Kiedy akcelerometr doświadcza przyspieszenia, masa zostaje przesunięta do punktu, w którym sprężyna jest w stanie przyspieszyć masę z tą samą wartością co przyspieszenie obudowy. Przemieszczenie masy jest mierzone w celu uzyskania przyspieszenia. Tłumienie niweluje drgania masy. Stosuje się także układy z kompensacją siły, w którym na masę działa dodatkowa siła zależna od położenia masy, dążąca do utrzymania masy w stałym położeniu. Dobierając charakterystykę układu kompensacji siły do parametrów sprężystości i tłumienia uzyskuje się układy o szerokim zakresie częstotliwości pracy.

## Rodzaje akcelerometrów
Ze względu na sposób zamiany przyspieszenia lub położenia masy wyróżnia się przyspieszeniomierze:

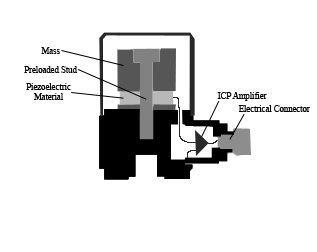
Przekrój akcelerometru piezoelektrycznego

- piezoelektryczne,
- piezorezystancyjne,
- pojemnościowe,
- termiczne.

### Akcelerometr piezoelektryczny
W przyspieszeniomierzach piezoelektrycznych masa pod wpływem przyspieszenia naciska na kryształ piezoelektryczny albo odkształca element, do którego przyklejony jest piezoelektryk (pomiar ścinający), identycznie jak w tensometrze piezoelektrycznym. Najczęściej wykorzystywanym materiałem do konstrukcji elementu pomiarowego jest PZT - cyrkonian-tytanian ołowiu.
W akcelerometrach biernych o wyjściu ładunkowym uzyskany w wyniku odkształcenia elementu pomiarowego sygnał jest wzmocniany za pomocą zewnętrznych układów elektronicznych. Ze względu na wysokoimpedancyjny charakter piezoelektryków, sygnał ten cechuje się wysoką podatnością na zakłócenia. W czujnikach aktywnych (IEPE - Internal Electronic Piezoelectric, ICP - Integrated Circuit-Piezoelectric) wzmacniacz sygnału jest, wraz z dodatkowym źródłem prądu stałego, umieszczony bezpośrednio w konstrukcji przetwornika. Rozwiązanie takie cechuje się niezależnością czułości pomiaru od jakości i długości przewodów oraz wyższą odpornością na zakłócenia, ze względu na niskoimpedancyjny charakter sygnału wyjściowego. Z drugiej strony akcelerometry z wyjściem ładunkowym cechują się lepszą tolerancją na skrajne temperatury. Dla akcelerometrów IEPE zakres temperatury pracy mieści się zazwyczaj w granicach od -55 do 125 °C, podczas gdy dla wyjścia ładunkowego jest to nawet od -200 °C do 640 °C.

### Akcelerometry piezorezystancyjne
Akcelerometry piezorezystancyjne działają w charakterze tensometru - pod wpływem zewnętrznej siły dochodzi do odkształcenia materiału piezorezystywnego czemu towarzyszy zmiana jego rezystancji. Piezorezystory połączone są najczęściej w układ mostka Wheatstone'a, pozwalając na uzyskanie proporcjonalnej do przyspieszenia zmiany napięcia na wyjściu układu.
Podobnie jak w przypadku innych czujników piezooporowych akcelerometry piezorezystancyjne cechują się dużą wrażliwością na zmiany temperatury otoczenia, co stwarza konieczność stosowania kompensacji temperaturowej. Inną, istotną wadą przyspieszeniomierzy tego typu jest niska czułość na zmiany przyspieszenia, co sprawia, że nie są one odpowiednie do pomiarów wymagających dużej dokładności. Tym, co wyróżnia akcelerometry piezooporowe jest szerokie pasmo pomiarowe, pozwalające na ich skuteczne zastosowanie w pomiarach drgań o wysokich amplitudach i częstotliwościach.

### Akcelerometry pojemnościowe
Konstrukcja akcelerometrów pojemnościowych opiera się na pomiarze pojemności pomiędzy masą a obudową będącymi okładkami kondensatora. Pod wpływem zewnętrznej siły dochodzi do przemieszczenia się masy względem obudowy i tym samym zmiany pojemności między okładkami.

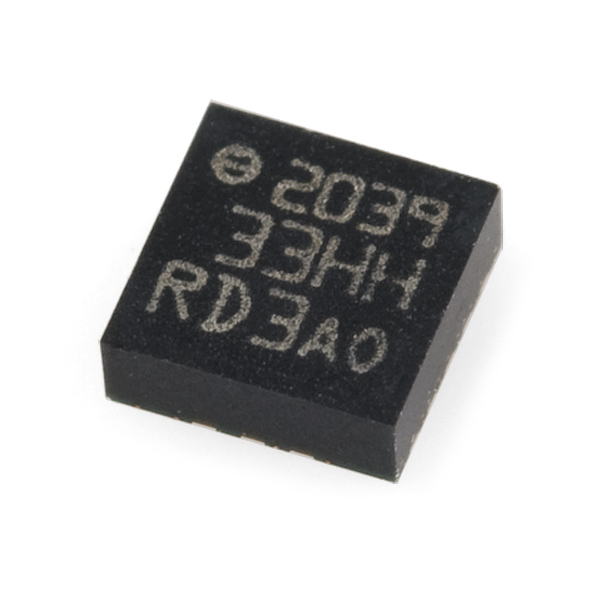
Trójosiowy Akcelerometr MEMS LIS331HH 09755-01

### Akcelerometry MEMS
W kategorii przyspieszeniomierzy wykonanych w technologii MEMS wyróżnić można zarówno akcelerometry pojemnościowe jak i piezorezystancyjne, jednak ze względu na charakter w jakim najczęściej stosuje się te układy to pierwsze z nich cieszą się większą popularnością. Akcelerometry pojemnościowe typu MEMS wyróżniają się niewielkimi rozmiarami i niską ceną.
Pośród istotnych wad akcelerometrów MEMS wyróżniają się przede wszystkim niska czułość, ograniczony zakres pomiarowy oraz podatność na zakłócenia. Parametry te można modyfikować poprzez wprowadzanie zmian w konstrukcji urządzenia - modyfikację sztywności zawieszenia masy ruchomej oraz zastosowanie różnych metod tłumienia. Ze względu na wymienione wady przyspieszeniomierze tego typu wykorzystywane są głównie w zastosowaniach cechujących się niskimi amplitudami i częstotliwościami drgań, takimi jak elektronika użytkowa. Z tych samych względów czujniki te nie są z reguły wykorzystywane w rozwiązaniach przemysłowych. Sytuacja ta stopniowo ulega jednak zmianie, ze względu na ciągłe udoskonalanie technologii MEMS, pozwalające na uzyskiwanie wyższej czułości i niższego udziału szumu niż dotychczasowe rozwiązania.

## Zastosowania akcelerometrów

### Elektronika użytkowa
Wśród urządzeń elektronicznych codziennego użytku szczególnie popularne stało się stosowanie akcelerometrów MEMS. Ze względu na postępującą miniaturyzację, niską cenę i ciągłe udoskonalanie technologii pozwoliły one na wprowadzenie szerokiej gamy usprawnień i nowych funkcjonalności do powszechnie stosowanych urządzeń. W wielu z wymienionych zastosowań przyspieszeniomierze wykorzystywane są wraz z żyroskopami, w celu uzyskania optymalnych rezultatów.
- W telefonach komórkowych - akcelerometry MEMS stosowane są powszechnie w telefonach. Wykorzystywane są do automatycznego podświetlania i obracania ekranu urządzenia. Często używają ich również aplikacje, zarówno sportowe jak i rozrywkowe. Przyspieszeniomierze wykorzystywane są np. w licznikach kroków, w celu monitorowania aktywności fizycznej użytkownika. Innym zastosowaniem akcelerometru w telefonach jest wykorzystanie go jako kontrolera w grach mobilnych. Ograniczona ilość przycisków oraz trudność projektowania ekranowych interfejsów użytkownika spowodowała, że czujniki ruchu stały się pożądaną alternatywą dla innych metod sterowania w grach.
- W aparatach fotograficznych i kamerach - ze względu na naturalnie występujące drgania ludzkich rąk oraz coraz niższą masę urządzeń istnieje konieczność dodatkowej stabilizacji obrazu przy wykonywaniu zdjęć i nagrywaniu filmów. W tym celu bardzo dobrze sprawdzają się akcelerometry, pełniące funkcję czujników drgań. Na podstawie pomiarów dokonywanych przez przyspieszeniomierz możliwa jest kompensacja drgań i tym samym poprawa jakości uzyskanych zdjęć i filmów.
- Zestawy wirtualnej rzeczywistości i konsole do gier - w 2006 roku firma Nintendo wydała konsolę Nintendo Wii wraz z pierwszym na rynku gier kontrolerem do sterowania ruchem. Od tamtej pory pojawiło się wiele nowych rozwiązań, w tym zyskujące na popularności zestawy wirtualnej rzeczywistości. To, co łączy wszystkie te urządzenia to zastosowanie szeregu czujników pozwalających na ich skuteczne użytkowanie. Jednym z najważniejszych jest właśnie akcelerometr, służący przede wszystkim do określania położenia, kierunku oraz przyspieszenia urządzenia.
- Smartwatche i smartbandy - podobnie jak w telefonach, miniaturowe akcelerometry znalazły zastosowanie w elektronice noszonej. W tym przypadku również wykorzystywane są one przede wszystkim w celu poprawy komfortu użytkownika poprzez rozwiązania takie jak automatyczne podświetlanie ekranu urządzenia. Podobnie jak w przypadku aplikacji telefonicznych tak i tu przyspieszeniomierze używane są przez aplikacje służące do zliczania kroków i monitorowania aktywności fizycznej. Stosunkowo nowym zastosowaniem tych urządzeń jest również opcja wykonania badania ekg[9], stanowiąca ułatwienie dla osób chcących monitorować swoje zdrowie.

### Motoryzacja i transport
Jednymi z pierwszych zastosowań akcelerometrów były zbieranie danych z wind, katapult samolotowych, amortyzatorów lotniczych oraz monitorowanie turbin. Od samego początku istnienia rozwiązań pozwalających na pomiar przyspieszenia cieszyły się one dużą popularnością w zastosowaniach związanych z transportem. Obecnie czujniki przyspieszenia stosowane są, poza diagnostyką, m.in. w poduszkach powietrznych oraz systemach nawigacji inercyjnej.
Tym samym akcelerometry znaleźć można w każdym samochodzie wyposażonym w poduszki powietrzne oraz w pojazdach komunikacji miejskiej, gdzie służą m.in. do monitorowania i poprawy parametrów pracy tak by maksymalizować komfort użytkowników. Przyspieszeniomierze znajdują również zastosowanie w sportach samochodowych, gdzie wykorzystywane są do odtwarzania i monitorowania parametrów ruchu, pozwalając na korekcję aerodynamiki i rozkładu masy pojazdów.
Obecnie w zastosowaniach tych używa się zarówno układów piezoelektrycznych jak i pojemnościowych akcelerometrów MEMS.

### Robotyka i uzbrojenie
Akcelerometry znalazły zastosowanie jako jedne z kluczowych czujników w robotyce i rozwiązaniach wojskowych. Służą one do określania położenia i orientacji oraz kontroli elementów ruchomych robotów. Stosowane są w robotach przemysłowych, uzbrojeniu oraz dronach - zarówno wojskowych jak i cywilnych. W przypadku robotów dokładność sterowania jest szczególnie istotna ze względu na często precyzyjny charakter wykonywanych przez nie pracy. W dronach przyspieszeniomierze wraz z żyroskopami wykorzystywane są do monitorowania i  kontroli parametrów ruchu tak, by zapewnić stabilność lotu. W zastosowaniach militarnych akcelerometry stosuje się dla zwiększenia precyzji różnych systemów uzbrojenia, takich jak np. artyleria i pociski sterowane. Jest to szczególnie istotne w dzisiejszej rzeczywistości prowadzenia działań wojskowych, często opartych na atakach dalekiego zasięgu, stwarzających duże ryzyko ofiar cywilnych.

### Medycyna
W zastosowaniach medycznych akcelerometry wykorzystywane są przede wszystkim do monitorowania i badania aktywności fizycznej. Wykorzystywane są głównie do uzyskiwania surowych danych dotyczących przyspieszenia towarzyszącego ruchowi, które następnie poddawane są analizie. Pierwsze urządzenia na bazie akcelerometru służące do monitorowania aktywności fizycznej zostały opracowane w latach 80. XX w., po czym w latach 90. zaczęły zyskiwać na popularności. Ze względu na swoje ograniczenia urządzenia te traktowane były początkowo jako niszowa ciekawostka. Mimo to, już na początku XXI w. ich coraz większa dostępność i ciągły rozwój technologii doprowadziły do coraz powszechniejszego stosowania przyspieszeniomierzy do pozyskiwania danych dotyczących ćwiczeń fizycznych, w tym rehabilitacyjnych.
Rozwój elektroniki w zakresie zarówno wydajności podzespołów, ciągłej miniaturyzacji i prędkości przesyłu danych pozwolił na znaczną poprawę parametrów urządzeń. Podobnie, rozwój oprogramowania doprowadził do znacznego postępu w analizie gromadzonych przez urządzenia informacji. Wszystko to doprowadziło do poprawienia wydajności w gromadzeniu bardzo dużych, mierzonych w terabajtach, ilości danych oraz otworzyło możliwość zastosowania metodyki analitycznej znanej z Big Data. Z czasem zmienił się również rodzaj stosowanych urządzeń.
Ze względu na malejącą dostępność i rosnącą cenę przetworników piezoelektrycznych coraz powszechniejsze stało się stosowanie dużo tańszych i łatwiej dostępnych urządzeń MEMS. Ważną cechą akcelerometrów tego typu w odniesieniu do badań nad ruchem jest możliwość uzyskania urządzeń pomiarowych o bardzo małych rozmiarach, które można bez większych trudności umieszczać na kończynach i obszarach ciała których ruch chce się badać.
Pomimo znacznego postępu technologicznego w konstrukcji akcelerometrów, wiele współczesnych badań wciąż opiera się o przestarzałą metodykę. Wiąże się z tym również ciągły brak consensusu co do optymalnego sposobu użycia przyspieszeniomierzy w badaniach. Istotne problemy w pomiarach z wykorzystaniem akcelerometru w analizie aktywności fizycznej to przede wszystkim różnice w uzyskiwanych wynikach zależne od położenia urządzenia na ciele oraz trudności z dobraniem odpowiedniej metodyki analizy pozyskanych danych.

### Inżynieria i budownictwo
W zastosowaniach inżynierskich najczęściej badanym za pomocą przyspieszeniomierzy zjawiskiem są drgania. Wytrzymałość na wibracje jest bardzo ważną cechą materiałów i konstrukcji, a do jej dokładnego zbadania niezbędne jest zastosowanie odpowiedniego przyrządu pomiarowego. W rozwiązaniach przemysłowych, ze względu na dużą dokładność, najczęściej wykorzystuje się akcelerometry piezoelektryczne.
Wśród zastosowań akcelerometrów w przemyśle wyróżnić można:
- Testy odporności na wibracje - jako aspekt projektowania konstrukcji infrastrukturalnych, budynków i maszyn. W ramach takiego testu wybrana konstrukcja poddawana jest wpływowi drgań o odpowiednio dobranym zakresie częstotliwości i amplitud, tak by jak najlepiej dostosować próbę do warunków środowiskowych, jakich będzie doświadczać. Akcelerometry wykorzystywane są w takich badaniach z jednej strony by kontrolować przebieg próby, a z drugiej by uzyskać informacje o jej wpływie na badany obiekt.
- Wibroakustyczna diagnostyka wad i sprawdzenie prawidłowości działania maszyn - sprawdzając zakres częstotliwości pracującej maszyny można w przebiegu jej pracy kontrolować prawidłowość jej działania oraz diagnozować potencjalne defekty. Odbywa się to poprzez analizę i porównanie wyników takich testów w ciągu pracy maszyny, szukając zmian w jej pracy. Wykrycie jakiejkolwiek zmiany może sugerować pojawienie się defektu, który może pogłębiać się w czasie.
- Analiza strukturalna - wykorzystując wibracje można badać dynamiczne zachowania struktur od niewielkich elementów po duże konstrukcje, np. mosty. W tym celu wykorzystuje się przetworniki siły i przyspieszenia, a następnie uzyskane z nich dane poddaje analizie.
- Badanie drgań doświadczanych przez ludzi - wykorzystując akcelerometry można badać drgania przenoszone przez ręczne narzędzia mechaniczne i pojazdy na ludzi. Wyniki pomiarów porównuje się z kryteriami ludzkiego zdrowia i komfortu, tak by zagwarantować bezpieczeństwo oraz jak najlepsze warunki użytkowania.